# Zero al unei funcții
În matematică un zero (uneori numit și rădăcină) al unei funcții reale, complexe sau, în general, vectoriale {\displaystyle f} este o valoare {\displaystyle x} din domeniul de definiție al funcției {\displaystyle f} astfel încât {\displaystyle f(x)} se anulează în {\displaystyle x}; adică funcția {\displaystyle f} are valoarea 0 în {\displaystyle x}, sau, echivalent, {\displaystyle x} este o soluție a ecuației {\displaystyle f(x)=0}. Un "zero" al funcției este deci un argument (valoare de intrare) al funcției care produce o imagine (ieșire) cu valoarea 0.
O rădăcină a unui polinom este un zero al funcției polinomiale corespunzătoare. Teorema fundamentală a algebrei afirmă că orice polinom nenul are un număr de rădăcini cel mult egal cu gradul său și că numărul rădăcinilor și gradul său sunt egale atunci când se iau în considerare rădăcinile complexe (sau mai general, rădăcinile dintr-o extindere algebrică închisă), ținând cont de multiplicitate. De exemplu, polinomul {\displaystyle f} de gradul al doilea, definit de
{\displaystyle f(x)=x^{2}-5x+6}
are două rădăcini: {\displaystyle 2} și {\displaystyle 3}, deoarece
{\displaystyle f(2)=2^{2}-5\cdot 2+6=0\quad } și {\displaystyle \quad f(3)=3^{2}-5\cdot 3+6=0}.
Dacă funcția aplică numerele reale pe numerele reale, atunci zerourile sale sunt coordonatele {\displaystyle x} ale punctelor în care graficul întâlnește abscisa (axa x).

## Soluția unei ecuații
Orice ecuație cu necunoscuta {\displaystyle x} poate fi scrisă sub forma
{\displaystyle f(x)=0}
prin regruparea tuturor termenilor în membrul stâng. Rezultă că soluțiile unei astfel de ecuații sunt exact zerourile funcției {\displaystyle f}. Cu alte cuvinte, un „zero al unei funcții” este tocmai o „soluție a ecuației obținută prin egalarea funcției cu 0”, iar studiul zerourilor funcțiilor este exact același cu studiul soluțiilor ecuațiilor.

## Rădăcini ale polinoamelor
Fiecare polinom real de grad impar are un număr impar de rădăcini reale (ținând cont de multiplicitate); la fel, un polinom real de grad par trebuie să aibă un număr par de rădăcini reale. În consecință, polinoamele reale de grad impar trebuie să aibă cel puțin o rădăcină reală (deoarece cel mai mic număr întreg impar este 1), în timp ce polinoamele de grad par pot să nu aibă niciuna. Acest principiu poate fi demonstrat prin teorema valorilor intermediare⁠(d): deoarece funcțiile polinomiale sunt continui, în procesul de schimbare de la negativ la pozitiv sau invers (ceea ce se întâmplă întotdeauna pentru funcțiile de grad impar) valoarea funcției trebuie să treacă prin zero.

### Teorema fundamentală a algebrei
Teorema fundamentală a algebrei afirmă că orice polinom de gardul {\displaystyle n} are {\displaystyle n} rădăcini complexe, ținând cont de multiplicitate. Rădăcinile care nu sunt reale ale polinoamelor cu coeficienți reali apar în perechi conjugate. Formulele lui Viète leagă coeficienții polinomului la suma și produsul rădăcinilor.

## Calculul rădăcinilor
Calculul rădăcinilor funcțiilor, de exemplu a funcțiilor polinomiale, necesită frecvent utilizarea unor tehnici specializate sau de aproximare⁠(d) (de exemplu, metoda tangentei). Totuși, unele funcții polinomiale, inclusiv toate cele de grad nu mai mare de 4, pot avea toate rădăcinile algebrice în funcție de coeficienții lor.

## Mulțimea zerourilor
În diverse ramuri ale matematicii mulțimea zerourilor a unei funcții este mulțimea tuturor zerourilor sale. Mai exact, dacă {\displaystyle f:X\to \mathbb {R} } este o funcție reală (sau, mai general, o funcție care ia valori într-un grup aditiv), mulțimea zerourilor sale este {\displaystyle f^{-1}(0)}, imaginea inversă a lui {\displaystyle \{0\}} în {\displaystyle X}.
Termenul de mulțimea zerourilor este în general folosit atunci când există infinit de multe zerouri și au unele proprietăți topologice netriviale. De exemplu, o curbă de nivel a unei funcții {\displaystyle f} este mulțimea zerourilor lui {\displaystyle f-c}.

### Aplicații
În geometria algebrică, prima formă de definire a unei varietăți algebrice este prin mulțimea zerourilor sale. De exemplu, o mulțime algebrică afină⁠(d) este intersecția mulțimilor zerourilor unor polinoame în inel de polinoame⁠(d) {\displaystyle k\left[x_{1},\ldots ,x_{n}\right]} peste un corp. în acest context, mulțimea zerourilor este uneori numită zero locus.
În analiză și geometrie orice submulțime închisă din {\displaystyle \mathbb {R} ^{n}} este mulțimea zerourilor unei funcții netede⁠(d) definită pe tot {\displaystyle \mathbb {R} ^{n}}. Aste se extinde la orice varietate netedă ca un corolar al paracompactității⁠(d).
În geometria diferențială mulțimea zerourilor este folosită frecvent la definirea varietăților. Un caz important este cel în care {\displaystyle f} este o funcție netedă din {\displaystyle \mathbb {R} ^{p}} pe {\displaystyle \mathbb {R} ^{n}}. Dacă zero este o submersie⁠(d) a lui {\displaystyle f}, atunci teorema submersiei afirmă că mulțimea zerourilor lui {\displaystyle f} este o varietate netedă de dimensiunea {\displaystyle m=p-n}.
De exemplu, {\displaystyle m}-sfera unitate în {\displaystyle \mathbb {R} ^{m+1}} este mulțimea zerourilor funcției reale {\displaystyle f(x)=\Vert x\Vert ^{2}-1}.